# Нонгъёган
Нонгъёган (устар. Нонг-Еган) — река в России, протекает в Ханты-Мансийском автономном округе. Впадает в Аган на 85 км от устья. Длина реки — 129 км, площадь водосборного бассейна — 975 км². В 63 км от устья по левому берегу впадает река Путкуёган.

## Данные водного реестра
По данным государственного водного реестра России относится к Верхнеобскому бассейновому округу, водохозяйственный участок реки — Обь от впадения реки Вах до города Нефтеюганск, речной подбассейн реки — Обь ниже Ваха до впадения Иртыша. Речной бассейн реки — (Верхняя) Обь до впадения Иртыша.